# Rata bàndicut
Les rates bàndicut (Bandicota) són un gènere de rosegadors de la família dels múrids. Les tres espècies d'aquest grup són oriündes del sud i sud-est asiàtic. La rata bàndicut de l'Índia (B. indica) té una llargada de cap a gropa de fins a 36 cm i la cua de fins a 28 cm. El pes mitjà és de 550 g, però n'hi ha exemplars que arriben a pesar 1 kg. El seu hàbitat natural són les selves tropicals. El nom genèric Bandicota és un adaptació del nom telugu పందికొక్కు, que significa ‘rata porc’.